# Golgota Keresztény Gyülekezet
A Golgota Gyülekezet az amerikai eredetű Calvary Chapel magyarországi gyülekezete. Magyarországon 1991 óta működő protestáns felekezet, amely Magyarországon Calvary Chapel néven is be van jegyezve 1994 óta. A Magyar Evangéliumi Szövetség (Aliansz) tagja.

## A magyarországi gyülekezet alapítása
1990-ben egy másik magyarországi felekezet (bajai baptista gyülekezet) meghívására evangelizációs körúton vett részt Brian Brodersen (Calvary Chapel, Costa Mesa) egy keresztény rockegyüttessel. Szolgálatuk után kapott meghívást Greg Opean (aki akkor a Calvary Chapel, Redlands ifjúsági pásztora volt), hogy a megkezdett bibliaköröknek segítséget nyújtson. Magyarországra jövet csatlakozott hozzá Rod Thompson, aki az ausztriai „Kastélyban” szolgált. Először Baján alapítottak egy helyi gyülekezetet, majd egy évig szolgáltak a volt Jugoszlávia területén, Szabadkán. Meghívásra elindították a szegedi bibliakört, melyből az ottani gyülekezet jött létre. Ezzel párhuzamosan elindított egy bibliakört Esztergomban, ahova dicsőítésvezetőt és pásztort kért az USA-ból. Amikor a felkért szolgálattevők három hónapra visszautaztak, Greg Opean helyettesítette őket – de átmenet helyett az esztergomi gyülekezet pásztora lett két évig. Az esztergomi szolgálat alatt indult el a budapesti bibliakör 5-6 fővel, melyből a budapesti gyülekezet jött létre.

## Szervezeti felépítés
Magyarországon 22 gyülekezetet működtetnek, ebből hatot külföldi lelkész vezetésével. A magyarországi misszióért felelős vezető 1991 és 2007 között Greg Opean volt. 2007 júniusától Phil Metzger a magyar missziós vezető.

### Magyarországi gyülekezetek
- Golgota Gyülekezet Baja
- Golgota Gyülekezet Békásmegyer A békásmegyeri gyülekezet honlapja: http://www.bekas.golgota.hu
- Golgota Gyülekezet Biatorbágy
- Golgota Gyülekezet Budapest A budapesti gyülekezet alkalmainak archívuma a http://www.golgota.tv Archiválva 2016. március 4-i dátummal a Wayback Machine-ben oldalon található videó és mp3 formátumban.
- Golgota Gyülekezet Dél-Pest A dél-pesti gyülekezet honlapja: http://delpest.golgota.hu/
- Golgota Gyülekezet Debrecen
- Golgota Gyülekezet Eger Az egri Golgota formálisan 2005 márciusától tartja rendszerességgel istentiszteleteit. Azt megelőzően a debreceni gyülekezet egyik szolgálójának, Nick Cadynek a vezetésével volt Egerben házicsoport, 2002-től. 2012 januárjában Hernádi János átvette a gyülekezet vezetését.[9]
- Golgota Gyülekezet Esztergom
- Golgota Gyülekezet Győr
- Golgota Gyülekezet Kaposvár A kaposvári Golgota Gyülekezet 1998 márciusában indult el. A gyülekezet lelkipásztora Kolesnikov György, aki Szabadkáról jött Magyarországra szolgálni.[10]
- Golgota Gyülekezet Kistarcsa A kistarcsai gyülekezet egy hétközi bibliaóraként indult 2014 elején, a vasárnapi istentiszteletek 2015 nyarán kezdődtek. Honlap: http://golgotakistarcsa.hu
- Golgota Gyülekezet Miskolc
- Golgota Gyülekezet Nyíregyháza
- Golgota Gyülekezet Pécs
- Golgota Gyülekezet Sárbogárd
- Golgota Gyülekezet Szeged A szegedi Golgota Gyülekezetet meghívásra 1992-ben alapította Greg Opean és néhány helybéli. Greg Opean esztergomi elhívását követően több misszionárius fordult meg náluk. A gyülekezet pásztora Kyle Eckhart, aki korábban a bajai Golgotában volt segédpásztor.[11]
- Golgota Gyülekezet Szombathely
- Golgota Gyülekezet Sopron Archiválva 2018. január 22-i dátummal a Wayback Machine-ben
- Golgota Gyülekezet Tatabánya
- Golgota Gyülekezet Tompa
- Golgota Gyülekezet Vác
- Golgota Gyülekezet Vése A vései Golgota Gyülekezet 2002 augusztusában indult el, a kaposvári gyülekezet missziójaként.[12]

### Vezetőség

#### Lelkészek
A gyülekezetet vezetők közül minden pásztor teljes időben az egyháznak dolgozik. A magyar pásztorok a hazai és a külföldi egyházak támogatásából élnek. A misszionáriusokat az USA-beli gyülekezetek fizetik. Elsődleges feladatuk a tanítás, lelki gondozás.

#### Házicsoport-vezetők
A kisebb gyülekezeti csoportokat, „házicsoportokat” a „vének” vezetik.

### Vajtai Bibliaiskola és Konferenciaközpont
A Vajtai Bibliaiskola és Konferenciaközpont 2002 óta üzemel. A képzés folyamatos, a tanulók létszáma 100-120(?). Évente pár száz fős konferenciát is tartanak a vajtai központban.
A Bibliaiskola 2010 szeptemberétől Golgota Teológiai Főiskola néven teológia szakon nyújt államilag elismert (akkreditált) képzést BA szinten.

### Dicsőítőcsoport
Az egyház Kórussal is rendelkezik.
A dicsőítőcsoport feladata a gyülekezeti énekek gyakorlása és betanítása a közösségnek, valamint az istentisztelet zenei szolgálata. A dicsőítésben részt vevő zenészek az előbbieken túl szerepet vállalnak – az egyházhoz szorosabban-lazábban kapcsolódó – különféle zenei projektekben is.

## Hitnézetek és gyakorlat

### Teológia, tanítás
A Golgotának nincsen „saját” tanítása. Tanításuk alapja a Biblia teljes végigmagyarázása, felkészüléshez pedig az úgynevezett induktív bibliatanulmányozási módszert alkalmazzák. Az induktív annyit tesz, következtető, „gerjesztő”, tehát a Bibliából kiinduló. Ennek lényege, hogy mivel a Biblia mondatainak nyelvtanát és a szövegösszefüggéseit elemzi, megpróbálja a minimálisra csökkenteni az előzetes teológiai ismeretek és előítéletek ráhúzását a vizsgált szakaszra. Négy pontja van:
1. Megfigyelés: ismétlődő szavak, ok-okozati összefüggések, ellentétek, hasonlatok, felsorolások – csoportosítások, történeti szálak
2. Kérdezés: a megfigyelés alapján, adott szerkezeti szabályoknak megfelelő kérdőszavakkal
3. Válaszolás: szigorúan a vizsgált szövegből
4. Alkalmazás: a válaszok átültetése a mai napra, helyes és helytelen dolgok összehasonlítása a Biblia mérlegén

A Golgota Gyülekezet szerint „tanításuk annyira helyes, amennyire a Biblia tanítása helyes”, illetve, amennyire a tanító „helyesen alkalmazza ezen elveket”. Az elv alapja: Nehémiás könyve 8, 5-8, illetve az, hogy „az ember minden igével él, amely Isten szájából származik”.

### Alapvető hitnézetek
A Golgota Keresztény Gyülekezet alapvető hitnézetei a következők:
- A Nicea-konstantinápolyi egyetemes keresztény hitvallás[13])

### Adományozás
A GKGy-t a tagok adományaikkal támogatják. Adakozásra való felszólítás nincs. Adomány névtelenül, erre a célra kiállított dobozban helyezhető el. Az adományozási bevételekért és felhasználásukért a gyülekezet munkatársai felelnek.
A GKGy számos misszionáriust és néhány nonprofit szervezetet anyagilag is támogat. Ilyen többek között a
1. Válságterhesség központ.[14]
2. Hajléktalanmisszió.[15]

## Működési módszerek

### Istentisztelet
A GKGy istentiszteletein a Biblia ószövetségi és újszövetségi részeinek fejezetről fejezetre való felolvasása történik, közbeékelt bibliaértelmezésekkel. Az istentiszteletet rögzítik, valamint (a budapesti gyülekezet esetében) élőben is hallgatható az interneten. Az összejövetelek alatt a gyermekekre való felügyelet a GKGy vasárnapi iskola feladata.

### Evangéliumhirdetés
Istentisztelet után alkalomszerűen (leginkább négyszemközt), valamint a legtöbb tag főként a magánéletében (családtagok közt, munkahelyi, iskolai környezet) keretén belül igyekszik megosztani a hitét.

### Könyvek terjesztése
A modern technika használata, tantételek terjesztésre: internetes honlapok, a Chuck Smith, valamint egyéb Calvary Chapel-vezetők által írt könyveket több nyelvre lefordítva terjeszti. A GKGy saját internetes rádióállomást üzemeltet. A GKGy istentiszteletein található „könyvasztalnál” kiadványaik megvásárolhatóak.

## Összejövetelek
A GKGy vasárnaponként az ország több pontján tartja istentiszteleteit, amelyeknek fő célja a dicsőítés, a Biblia tanulmányozása, valamint az evangelizáció. A budapesti gyülekezet vasárnaponként az Újszövetséget, szerda esténként a Biblia ószövetségi részeit tanulmányozza. A GKGy tagjai számára évente nyári konferenciát, illetve a hazai és közép európai gyülekezetek vezetői/szolgálói számára „foundations” (alapok) konferenciát szervez.

## Karitatív tevékenysége
- A GKGy szervezett keretek között szeretné felkarolni és segíteni a társadalomból kivetett rétegeket (hajlékmisszió).
- Támogatja a válságterhességi központot, amely abortuszra készülő nőknek igyekszik támogatást nyújtani (anyaotthon).